# Rajd Valais 2015

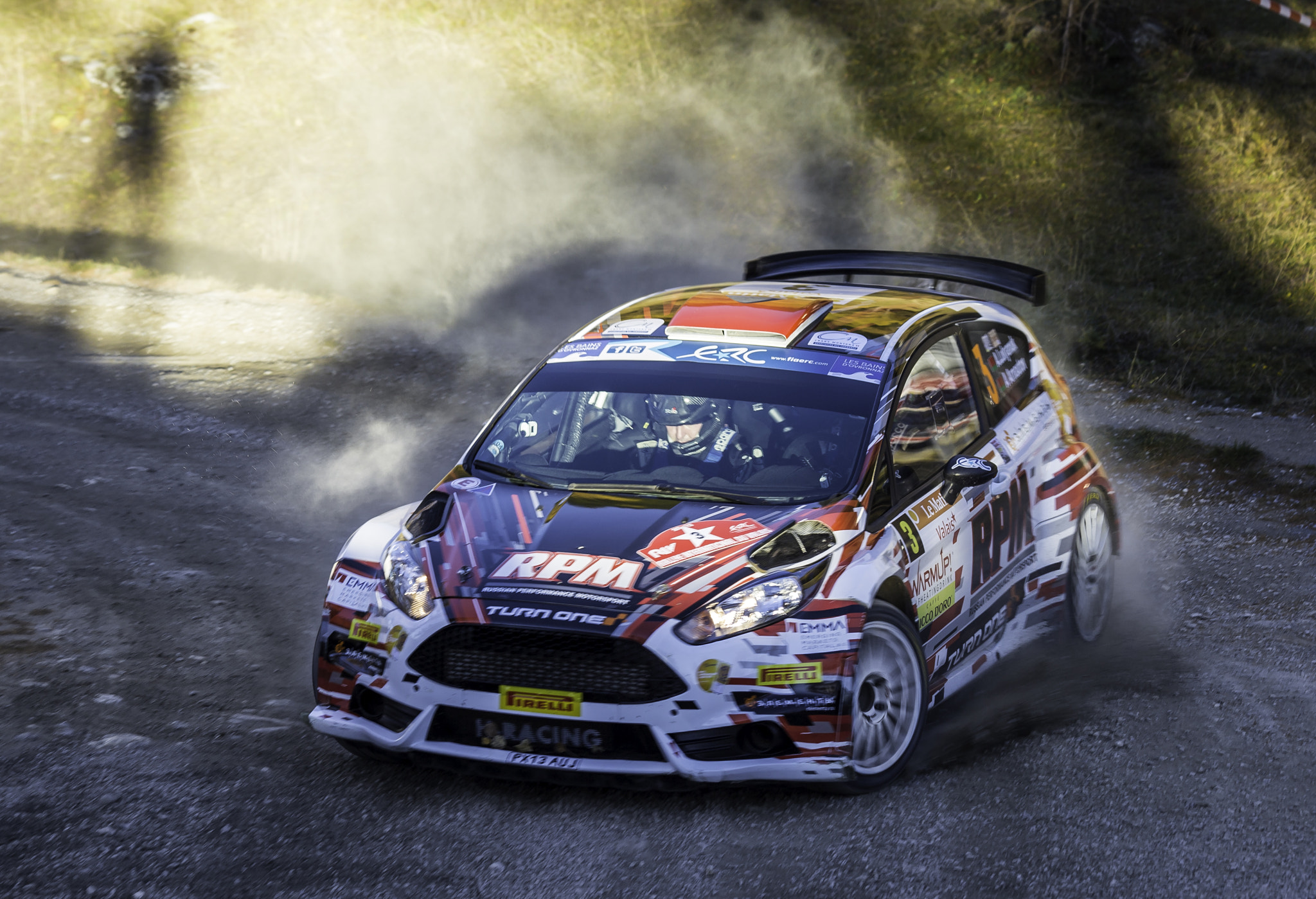
Zwycięzca rajdu Aleksiej Łukjaniuk

Rajd Valais 2015 (56. Rallye International du Valais) – 56 edycja Rajdu Valais rozgrywanego w Szwajcarii. Rozgrywany był od 28 do 31 października 2015 roku. Była to dziesiąta runda Rajdowych Mistrzostw Europy w roku 2015. Składał się z 17 odcinków specjalnych.

## Zwycięzcy odcinków specjalnych[4]
| Dzień           | Numer odcinka | Nazwa odcinka      | Długość  | Zwycięzca odcinka                    | Nr Sam. | Samochód          | Czas    | Śr. pr.    | Lider rajdu                          |
| --------------- | ------------- | ------------------ | -------- | ------------------------------------ | ------- | ----------------- | ------- | ---------- | ------------------------------------ |
| 29 października | OS1           | Leukerbad          | 8.82 km  | Craig Breen Scott Martin             | 1       | Peugeot 208 T16   | 5:09.7  | 102.5 km/h | Craig Breen Scott Martin             |
| 29 października | OS2           | Crans-Montana      | 11.66 km | Craig Breen Scott Martin             | 1       | Peugeot 208 T16   | 7:25.9  | 94.1 km/h  | Craig Breen Scott Martin             |
| 29 października | OS3           | Anzère             | 12.47 km | Craig Breen Scott Martin             | 1       | Peugeot 208 T16   | 8:30.2  | 88.0 km/h  | Craig Breen Scott Martin             |
| 30 października | OS4           | Sierre-Anniviers 1 | 14.22 km | Craig Breen Scott Martin             | 1       | Peugeot 208 T16   | 7:58.3  | 107.0 km/h | Craig Breen Scott Martin             |
| 30 października | OS5           | Veysonnaz 1        | 13.62 km | Craig Breen Scott Martin             | 1       | Peugeot 208 T16   | 7:35.7  | 107.6 km/h | Craig Breen Scott Martin             |
| 30 października | OS6           | Nendaz 1           | 12.08 km | Craig Breen Scott Martin             | 1       | Peugeot 208 T16   | 6:54.8  | 104.8 km/h | Craig Breen Scott Martin             |
| 30 października | OS7           | Caserne 1          | 6.18 km  | Florian Gonon Manuel Guex            | 11      | Peugeot 207 S2000 | 5:47.7  | 64.0 km/h  | Craig Breen Scott Martin             |
| 30 października | OS8           | Sierre-Anniviers 2 | 14.22 km | Craig Breen Scott Martin             | 1       | Peugeot 208 T16   | 7:51.5  | 108.6 km/h | Craig Breen Scott Martin             |
| 30 października | OS9           | Veysonnaz 2        | 13.62 km | Craig Breen Scott Martin             | 1       | Peugeot 208 T16   | 7:35.3  | 107.7 km/h | Craig Breen Scott Martin             |
| 30 października | OS10          | Nendaz 2           | 12.08 km | Aleksiej Łukjaniuk Aleksiej Arnautow | 3       | Ford Fiesta R5    | 6:43.5  | 107.8 km/h | Craig Breen Scott Martin             |
| 31 października | OS11          | Champex-Lac 1      | 14.98 km | Craig Breen Scott Martin             | 1       | Peugeot 208 T16   | 9:33.5  | 94.0 km/h  | Craig Breen Scott Martin             |
| 31 października | OS12          | Bruson 1           | 10.15 km | Craig Breen Scott Martin             | 1       | Peugeot 208 T16   | 8:51.7  | 68.7 km/h  | Craig Breen Scott Martin             |
| 31 października | OS13          | Les Cols           | 33.07 km | Aleksiej Łukjaniuk Aleksiej Arnautow | 3       | Ford Fiesta R5    | 21:35.0 | 91.9 km/h  | Craig Breen Scott Martin             |
| 31 października | OS14          | Caserne 2          | 6.18 km  | Aleksiej Łukjaniuk Aleksiej Arnautow | 3       | Ford Fiesta R5    | 5:37.4  | 65.9 km/h  | Craig Breen Scott Martin             |
| 31 października | OS15          | Champex-Lac 2      | 14.98 km | Aleksiej Łukjaniuk Aleksiej Arnautow | 3       | Ford Fiesta R5    | 9:34.4  | 93.9 km/h  | Craig Breen Scott Martin             |
| 31 października | OS16          | Bruson 2           | 10.15 km | Aleksiej Łukjaniuk Aleksiej Arnautow | 3       | Ford Fiesta R5    | 8:42.5  | 69.9 km/h  | Craig Breen Scott Martin             |
| 31 października | OS17          | Col des Planches   | 25.15 km | Aleksiej Łukjaniuk Aleksiej Arnautow | 3       | Ford Fiesta R5    | 16:02.6 | 94.1 km/h  | Aleksiej Łukjaniuk Aleksiej Arnautow |

## Wyniki końcowe rajdu[5]
| Miejsce | Kierowca            | Pilot             | Samochód                 | Czas      | Strata   |
| ------- | ------------------- | ----------------- | ------------------------ | --------- | -------- |
| 1       | Aleksiej Łukjaniuk  | Aleksiej Arnautow | Ford Fiesta R5           | 2:32:53.0 | -        |
| 2       | Craig Breen         | Scott Martin      | Peugeot 208 T16          | 2:34:13.6 | +1:20.6  |
| 3       | Olivier Burri       | Nicolas Klinger   | Citroën DS3 RRC          | 2:34:33.2 | +1:40.2  |
| 4       | Emil Bergkvist      | Joakim Sjöberg    | Peugeot 208 T16          | 2:35:27.7 | +2:34.7  |
| 5       | Florian Gonon       | Manuel Guex       | Peugeot 207 S2000        | 2:35:40.3 | +2:47.3  |
| 6       | Nikołaj Griazin     | Jarosław Fiedorow | Škoda Fabia R5           | 2:37:27.4 | +4:34.4  |
| 7       | Pascal Perroud      | Mélinda Beuret    | Ford Fiesta R5           | 2:39:34.6 | +6:41.6  |
| 8       | Sébastien Carron    | Lucien Revaz      | Ford Fiesta R5           | 2:41:49.3 | +8:56.3  |
| 9       | Federico Della Casa | Domenico Pozzi    | Citroën DS3 R5           | 2:43:32.4 | +10:39.4 |
| 10      | Dávid Botka         | Péter Szeles      | Mitsubishi Lancer Evo IX | 2:43:35.2 | +10:42.2 |